# Wilhelm Mülberger
Wilhelm Mülberger (* 25. Dezember 1818 in Erbach; † 14. Mai 1876 ebenda) war ein hessischer Tuchfabrikant und Politiker (Fortschritt) und Abgeordneter der 1. und 2. Kammer der Landstände des Großherzogtums Hessen.
Wilhelm Mülberger war der Sohn des Tuchfabrikanten Ludwig Wilhelm Mülberger und dessen Ehefrau Maria Johann Luisa geborene Kohler. Mülberger, der evangelischen Glaubens war, war Tuchfabrikant in Erbach und heiratete am 1. April 1842 in Speyer Johanna geborene Schürer, die Tochter des Handelsmanns Michael Schürer.
Nach der Märzrevolution wurden die Mitglieder der Ersten Kammer der Landstände erstmals frei gewählt. Mülberger wurde für den Wahlbezirk 17 (Michelstadt und König) in die erste Kammer gewählt. Von 1864 bis 1866 und wieder von 1872 bis 1876 gehörte er der Zweiten Kammer der Landstände an. Er wurde für den Wahlbezirk Starkenburg 8/Erbach gewählt.